# Angela Hammitzsch

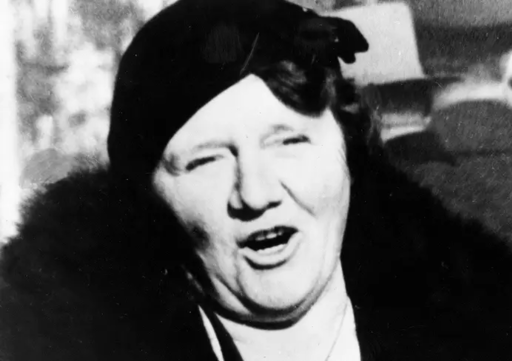
Angela Hitler (ca. 1930)

Angela Franziska Johanna Hammitzsch (geborene Hitler, verwitwete Raubal; fälschlich teilweise auch Angelika; * 28. Juli 1883 in Wien; † 20. Oktober 1949 in Hannover) war eine Schwester von Alois Hitler junior, Halbschwester von Adolf Hitler und die zweite Ehefrau des Architekten Martin Hammitzsch.

## Leben
Angela Hitler war die Tochter von Alois Hitler und dessen zweiten Ehefrau Franziska Matzelsberger, die etwas über ein Jahr nach der Geburt des Kindes im August 1884 an Tuberkulose starb. Angela stand als Kind ihrem Halbbruder Adolf sehr nahe. Später war sie auch die einzige lebende Verwandte, zu der sich Adolf Hitler öffentlich bekannte. Überliefert ist auch, dass der Bruder die Schwestern, Angela wie auch Paula, finanziell unterstützen musste.
Sie heiratete 1903 in Linz den Beamten Leo Raubal, der  1910 verstarb. Angela zog mit ihren drei Kleinkindern Angela (genannt „Geli“), Elfriede und Leo nach Wien und wurde während des Ersten Weltkrieges Köchin in der koscheren Küche des Vereins jüdischer Hochschüler Mensa Academica Judaica.
Die als großgewachsene, rustikale und energische Frau beschriebene Angela Raubal, von der später kein Wort der Verurteilung des Holocausts zu vernehmen war, soll in jener Zeit noch jüdische Studenten mit einem Knüppel in der Hand energisch gegen Angriffe sogenannter „arischer“ Kommilitonen verteidigt haben. Den Kontakt zu Adolf Hitler scheint sie erst wieder aufgenommen zu haben, als dieser aus der Armee entlassen worden war. Mancherorts ist aber auch berichtet worden, Angela Raubal habe Adolf Hitler von Wien aus besucht, als dieser in Landsberg inhaftiert war.
1924 (oder 1925) zog Angela Raubal dann mit ihren Kindern nach München und führte Hitler den Haushalt. Später übernahm sie die Führung des Berghofs bei Berchtesgaden. 1935 kam es zum Bruch zwischen Adolf Hitler und Angela Raubal. Sie verließ samt ihrer Tochter Elfriede im September 1935 Berchtesgaden und zog nach Radebeul bei Dresden. Dort lebte sie im Haus in der Sonne und heiratete am 18. Februar 1936 den in Dresden tätigen Architekten Martin Hammitzsch. Die Heirat fand in Hermann Görings Stadtresidenz am Leipziger Platz 11a in Berlin statt. Als Trauzeugen fungierten Göring selbst und seine Ehefrau Emmy. Der Halbneffe William Patrick Hitler behauptete, der Grund für den Bruch sei eine zu offene Haltung von Angela Raubal zu Hermann Göring gewesen, der damals die Absicht verfolgte, das Land rund um Hitlers Haus in Berchtesgaden zu kaufen. Anderen zufolge war der Grund für diesen Bruch Hitlers Beziehung zu Eva Braun, die seit 1935 auf dem Berghof als Hausherrin agierte. In jedem Fall gab es danach nur noch wenig Kontakt zwischen den Geschwistern. Auch war Hitler bei der zweiten Hochzeit Angelas nicht anwesend.
Später scheint es aber doch zu einer Versöhnung gekommen zu sein, jedenfalls fungierte Angela Hammitzsch auch 1938 noch als Verbindung Hitlers zu der armen Verwandtschaft im Waldviertel, mit der der „Führer“ nicht direkt in Verbindung gebracht werden wollte.
Im Jahr 1944, anlässlich des 80. Geburtstags von Klara May, der Witwe des Schriftstellers Karl May, mit der sie befreundet war, schlug Angela Hammitzsch vor, Klara May zur Ehrenbürgerin von Radebeul zu machen, was die Behörden jedoch verweigerten.
Im Frühjahr 1945 ließ Hitler sie aus Dresden nach Berchtesgaden holen, um zu verhindern, dass sie der Roten Armee in die Hände fiele. Ihr Ehemann Martin Hammitzsch starb im Mai 1945 bei Oberwiesenthal durch Suizid.
Am 18. Juni 1945 wurde sie von der US-amerikanischen Militärbehörde verhört und kehrte anschließend zunächst nach Dresden zurück. Von Dezember 1945 bis kurz vor ihrem Tod lebte Angela Hammitzsch in Germering. Sie starb am 20. Oktober 1949 in Hannover im Alter von 66 Jahren an einem Hirnschlag.